# ヘンシュラ県
ヘンシュラ県（アラビア語: ولاية خنشلة Khenchela）は、アルジェリアの県（ウィラーヤ）。ケンシュラ県とも表記される。県都はヘンシュラである。
8つの地区（ダイラ）と21のコミューンからなる。